# Prestonsburg
Prestonsburg è una città degli Stati Uniti d'America, situata nello Stato del Kentucky e in particolare nella contea di Floyd, della quale è il capoluogo.